# Camphorosma
Camphorosma là chi thực vật có hoa trong họ Amaranthaceae.